# Vinberg-Ljungby församling
Vinberg-Ljungby församling är en församling i Varbergs och Falkenbergs kontrakt i Göteborgs stift. Församlingen ingår i Falkenbergs pastorat och ligger i Falkenbergs kommun i Hallands län.

## Administrativ historik
Församlingen bildades 2010 genom sammanslagning av Ljungby församling och Vinbergs församling och bildade samtidigt ett eget pastorat. Församlingen ingår sedan 2017 i Falkenbergs pastorat.

## Kyrkor
- Vinbergs kyrka
- Ljungby kyrka